# 高移動度群タンパク質
高移動度群タンパク質（こういどうどぐんタンパクしつ、High-Mobility Group (HMG) protein）とは、染色体結合タンパク質のグループの1つである。転写、DNA複製、DNA組換え、DNA修復などのDNA依存的生化学過程の調節に関与する。もともと、哺乳類細胞から単離されたタンパク質であり、ポリアクリルアミドゲル電気泳動での移動度に因んで命名された。 
HMGタンパク質は、さまざまなヒト疾患において重要な役割を果たすと考えられている。HMGタンパク質の一部をコードする遺伝子の破壊と再構成は、一般的な良性腫瘍と関連している。HMGタンパク質に対する抗体は、 自己免疫疾患の患者で見いだされる。 
HMO1などの高移動度群タンパク質は、結合、屈曲、ループによりDNAの立体構造を変化させる。HMGボックスDNA結合タンパク質は、結合時にDNAの柔軟性を高める。 

## スーパーファミリー
HMGタンパク質は、それぞれ特徴的な機能ドメイン（ATフック、HMGボックス、ヌクレオソーム結合ドメイン）を持つ3つのスーパーファミリーに分類される。これら3つの機能配列のいずれかを含むタンパク質は、HMGモチーフタンパク質と呼ばれる。

### 高移動度群ATフックタンパク質（HMGA）
ATフックドメインを持つグループ。
- HMGA1
- HMGA2

### 高移動度群ボックスタンパク質（HMGB）
高移動度群ボックス（HMGボックス、High Mobility Group box：HMG box）を持つグループ。HMGボックスとは、DNAとの結合に関与するタンパク質ドメイン（DNA結合ドメイン）の一種である。様々な真核生物に見られる。
- HMGB1

HMGファミリーのタンパク質であるHMGB1の一種は、ケモカインとして細胞外活性を示し、感染した肝臓へ好中球および単核炎症細胞を誘引することが判っている。 
- HMGB2
- HMGB3
- HMGB4
- SRY

HMGボックスの構造的特徴として、それぞれループで繋がれた3つのアルファヘリックスが含まれている。
HMGボックスは、高い親和性で、非B型DNAの捩じれたまたは巻き戻された立体構造にのみ結合する。HMGボックスドメインは高移動度群タンパク質に見られる。HMGボックスを1個または2個持つ高移動度群タンパク質は、結合時に屈曲を誘導することによりDNAの立体構造を変更させる。

### 高移動度群ヌクレオソーム結合タンパク質（HMGN）
ヌクレオソーム結合ドメインを持つグループ。 
- HMGN1
- HMGN2
- HMGN3
- HMGN4